# TT37
La tombe thébaine TT 37 est située à el-Assasif, dans la nécropole thébaine, sur la rive ouest du Nil, face à Louxor en Égypte.
C'est la sépulture d'Harouah, grand majordome de la divine adoratrice d'Amon Amenardis Ire durant la XXVe dynastie.
Cette tombe est située dans l'Assasif-Nord, dans l'alignement de l'ancien temple de Montouhotep II ; elle fut creusée et décorée dans les années 700-680 avant notre ère environ. Pour le décor de sa tombe, Harouah a fait usage de textes funéraires anciens, parmi lesquels Textes des pyramides, Textes des sarcophages, Rituel de l'ouverture de la bouche et Livre des morts.
Dans la cour de la tombe d'Harouah, la scène de l'ouverture de la bouche orne la partie cintrée de la stèle-fausse porte placée à gauche de la niche d'entrée.